# ड
Cette page contient des caractères spéciaux ou non latins. S’ils s’affichent mal (▯, ?, etc.), consultez la page d’aide Unicode.
ड, appelé dda et transcrit ḍ, est une consonne de l’alphasyllabaire devanagari.

## Représentations informatiques
Ses Unicode sont :
| formes | représentations | chaînes de caractères | points de code | descriptions                                     |
| ------ | --------------- | --------------------- | -------------- | ------------------------------------------------ |
| pleine | ड               | ड                     | U+0921         | lettre devanagari dda                            |
| morte  | ड्               | ड◌्                    | U+0921 U+094D  | lettre devanagari dda, symbole devanagari virama |